# Слободо-Романівська сільська рада
Слободо-Романівська сільська рада (Романівсько-Слобідська сільська рада) — колишня адміністративно-територіальна одиниця та орган місцевого самоврядування у Новоград-Волинському районі Житомирської округи Української СРР з адміністративним центром у селі Слобода-Романівка.

## Населені пункти
Сільській раді на час ліквідації були підпорядковані населені пункти:
- с. Слобода-Романівка;
- кол. Євгенівка;
- кол. Нова Романівка.

## Населення
Кількість населення ради, станом на 1923 рік, становила 1 269 осіб, кількість дворів — 220.
Кількість населення сільської ради, станом на 1924 рік, становила 1 354 особи.

## Історія та адміністративний устрій
Створена 1923 року в складі с. Слобода-Романівка та колоній Євгенівка і Нова Романівка Романовецької волості Новоград-Волинського повіту Волинської губернії. 7 березня 1923 року увійшла до складу новоствореного Новоград-Волинського району Житомирської округи.
Ліквідована 26 березня 1925 року, відповідно до рішення Волинської ГАТК (протокол № 14/2), с. Слобода-Романівка передане до складу Романівській сільській раді, колонії Євгенівка та Нова Романівка — до складу новоствореної Новороманівської сільської ради Новоград-Волинського району.